# Dennenspinner
De dennenspinner (Dendrolimus pini) of pijnboomspinner is een nachtvlinder uit de familie Lasiocampidae.

## Kenmerken
De vlinder is zeer variabel van kleur en kan lichtgrijs, vosrood of zwartbruin zijn. Op de voorvleugel zitten drie donkerbruine, getande dwarsbanden. Dicht bij een van banden zit een kleine, witte vlek. De vliegtijd is van begin juni tot midden augustus. De wollig behaarde en zwaar gebouwde vlinder heeft geen roltong en eet niet als imago.
De rups is grijsbruin of heeft een geelachtig grijze grondkleur met op de rug ruitenvormige vlekken. Aan de zijkant zitten bruine lengtestrepen en lichtgekleurde borstelharen.

## Verspreiding en leefgebied
De dennenspinner komt in bijna geheel Europa voor met uitzondering van delen van het Iberisch Schiereiland, het hoge Noorden en Groot-Brittannië. Naar het oosten komt de vlinder tot in Oost-Azië voor. De vlinder leeft bij voorkeur in het continentale klimaat in dennenbossen op zandige bodem.

## Voortplanting
De langwerpige, gele eitjes worden afgezet op de naalden in groepjes van maximaal 30. De rupsen vreten afhankelijk van de temperatuur van augustus tot november van de naalden. Ze ontwikkelen niet even snel en de verschillende vervellingsstadia overwinteren in elkaar gerold in het strooisel op de grond dicht bij de boomstammen. In het voorjaar zijn ze al vroeg weer actief en volgroeide, tot 70 millimeter lange exemplaren zijn te vinden van maart tot juni. Zo nu en dan overwinteren sommige rupsen voor de tweede keer. De rupsen voeden zich vooral met de naalden van de grove den (Pinus sylvestris) en andere Pinus-soorten. Ze zijn echter ook te vinden op de fijnspar (Picea abies) en de gewone zilverspar (Abies alba).
Ze verpoppen tussen de naalden in een langwerpige, geelachtige cocon.

## Galerij

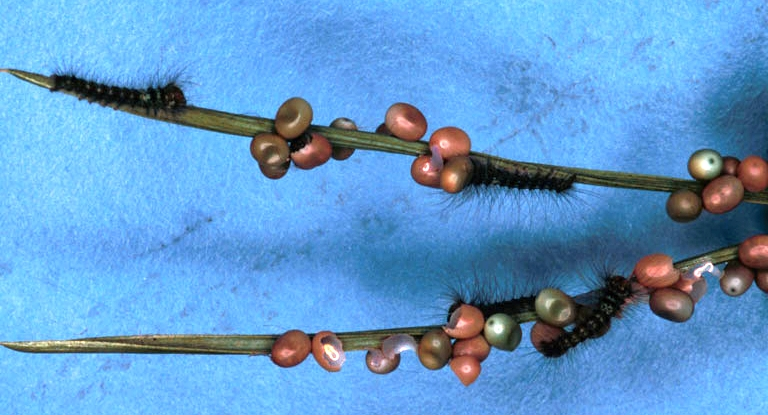
Uitsluipende rupsjes
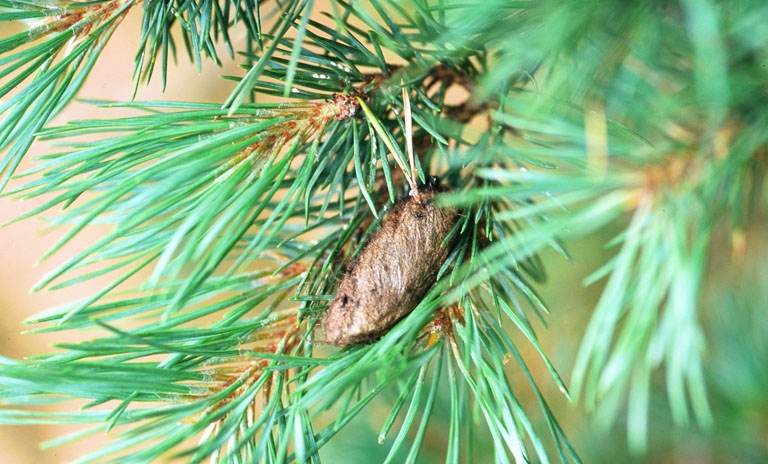
Pop